# 永和 (东汉)
永和（元年：136年 - 末年：141年）是东汉皇帝汉顺帝刘保的第三个年号。汉朝使用这个年号时间共计6年。

## 纪年
| 永和 | 元年  | 二年  | 三年  | 四年  | 五年  | 六年  |
| ---- | ----- | ----- | ----- | ----- | ----- | ----- |
| 公元 | 136年 | 137年 | 138年 | 139年 | 140年 | 141年 |
| 干支 | 丙子  | 丁丑  | 戊寅  | 己卯  | 庚辰  | 辛巳  |

## 参看
- 中国年号列表
- 其他时期使用的永和年号

| 前一年號： 阳嘉 | 中国年号 | 下一年號： 汉安 |